# Villers-sous-Saint-Leu
Villers-sous-Saint-Leu è un comune francese di 2 352 abitanti situato nel dipartimento dell'Oise della regione dell'Alta Francia.

## Società

### Evoluzione demografica
Abitanti censiti